# Pierre André Pourret

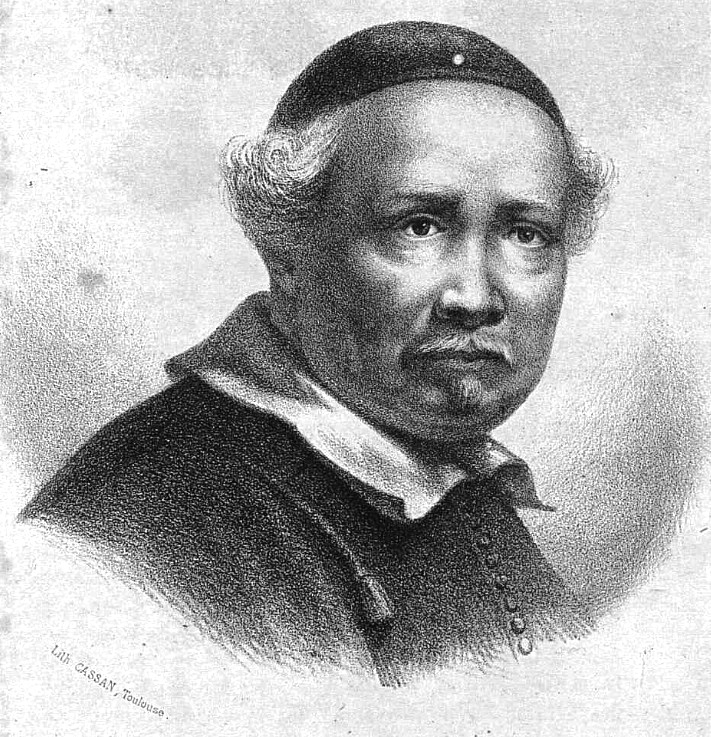

Pierre André Pourret (Narbona, 1754 – Santiago di Compostela, 1818) è stato un abate e botanico francese che ha fatto della ricerca e insegnato nelle università di Francia e Spagna. Ha descritto e raccolto una grande quantità di specie vegetali, in particolare nel Mediterraneo, e accumulato molte specie nel suo orto botanico e erbario per la sua ricerca. Pourret è stato anche un pioniere della nomenclatura binomiale, sviluppata da Carl Linneo.

## Carriera
Pierre André Pourret era un abate, ma si è occupato anche di botanica, lavorando nelle regioni intorno alla sua città natale, Narbona. La sua parrocchia, si trovava nella Saint-Jacob in Provenza. Mandò dei manoscritti di ricerca documentata per l'Académie des sciences, inscriptions et belles-lettres de Toulouse. Durante la Rivoluzione francese nel 1789, Pourret fu esiliato in Spagna. Ha lavorato come botanico presso Barcellona, Madrid, e Orense in Galizia. A causa della xenofobia verso i francesi, durante l'invasione napoleonica nella Spagna, una folla inferocita ha distrutto il suo erbario, bruciando molte delle sue risorse. Ha vissuto una vita oscura a Santiago di Compostela fino alla sua morte nel 1818.

## Collezioni
La sua collezione botanica si  trova nella Facoltà di Farmacia presso l'Università Complutense di Madrid, donato dall'Università di Santiago di Compostela.

## Saggi
- Itineraire pour les Pyrénées, 1781
- Projet d'une histoire générale de la famille des Cistes, 1783
- Chloris Narbonensis, 1784
- Memoire sur divers volcans ėteints de la Catalogne, Palassou, Pierre Bernard (1823), Nouveaux mémoires pour servir à l'histoire naturelle des Pyrénées et des pays adjacents, Pau: Vignancour